# District de Noyon
4 janvier 1790 – 22 août 1795
(5 ans, 7 mois et 18 jours)
Entités précédentes :
- Généralité d'Amiens
- Généralité de Soissons

Entités suivantes :
- Arrondissement de Compiègne

Le district de Noyon est une ancienne division territoriale française du département de l'Oise de 1790 à 1795.

## Composition

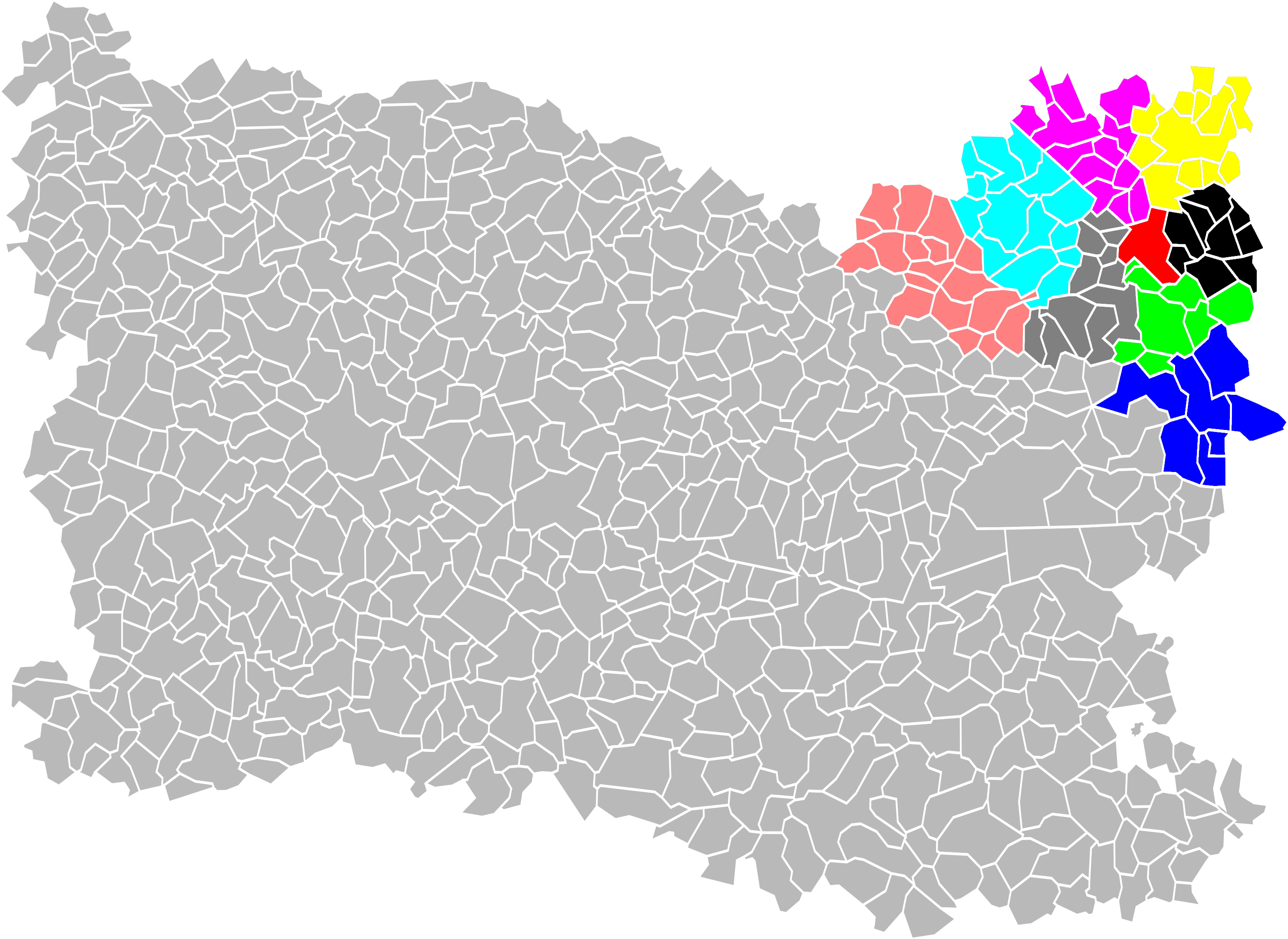
Répartition des cantons au sein du district :
Canton d'Attichy
Canton de Babœuf
Canton de Beaulieu-les-Fontaines
Canton de Carlepont
Canton de Guiscard
Canton de Lassigny
Canton de Noyon
Canton de Ressons-sur-Matz
Canton de Ribécourt

Il était composé des cantons d'Attichy, Babœuf, Beaulieu-les-Fontaines, Carlepont, Guiscard, Lassigny, Noyon, Ressons-sur-Matz et Ribécourt.

### Canton d'Attichy
| Communes               | Population (en 1793) | Superficie (en km2) | Canton en 1801 |
| ---------------------- | -------------------- | ------------------- | -------------- |
| Attichy                | 888                  | 14,74               | Attichy        |
| Autrêches              | 820                  | 13,03               | Attichy        |
| Bitry                  | 463                  | 6,61                | Attichy        |
| Moulin-sous-Touvent    | 277                  | 18,14               | Attichy        |
| Nampcel,               | 646                  | 16,69               | Attichy        |
| Saint-Pierre-lès-Bitry | 148                  | 3,42                | Attichy        |
| Tracy-le-Mont          | 1 377                | 18,57               | Attichy        |
| Canton d'Attichy       | 4 619                | 91,20               |                |

### Canton de Babœuf
| Communes         | Population (en 1793) | Superficie (en km2) | Canton en 1801 |
| ---------------- | -------------------- | ------------------- | -------------- |
| Appilly          | 327                  | 4,57                | Noyon          |
| Babœuf,          | 568                  | 7,18                | Noyon          |
| Béhéricourt      | 441                  | 5,30                | Noyon          |
| Brétigny         | 386                  | 5,16                | Noyon          |
| Dominois,        | 221                  | —                   | Noyon          |
| Grandrû,         | 564                  | 7,35                | Noyon          |
| Mondescourt      | 356                  | 3,19                | Noyon          |
| Morlincourt      | 246                  | 3,42                | Noyon          |
| Salency,         | 632                  | 7,79                | Noyon          |
| Varesnes,        | 590                  | 9,15                | Noyon          |
| Canton de Babœuf | 4 331                | 53,11               |                |

### Canton de Beaulieu-les-Fontaines
| Communes                         | Population (en 1793) | Superficie (en km2) | Canton en 1801    |
| -------------------------------- | -------------------- | ------------------- | ----------------- |
| Beaulieu-les-Fontaines,          | 742                  | 12,60               | Frétoy-le-Château |
| Beaurains-lès-Noyon,             | 184                  | 3,80                | Noyon             |
| Bézincourt,                      | 27                   | —                   | Frétoy-le-Château |
| Bussy                            | 215                  | 3,87                | Frétoy-le-Château |
| Campagne                         | 146                  | 4,55                | Frétoy-le-Château |
| Catigny,                         | 288                  | 6,68                | Frétoy-le-Château |
| Écuvilly                         | 243                  | 5,77                | Frétoy-le-Château |
| Frétoy-le-Château,               | 402                  | 5,01                | Frétoy-le-Château |
| Genvry                           | 213                  | 5,14                | Noyon             |
| Libermont                        | 356                  | 11,37               | Frétoy-le-Château |
| Margny-aux-Cerises               | 391                  | 4,55                | Frétoy-le-Château |
| Ognolles                         | 496                  | 6,67                | Frétoy-le-Château |
| Sermaize,                        | 151                  | 5,04                | Frétoy-le-Château |
| Solente                          | 267                  | 3,06                | Frétoy-le-Château |
| Canton de Beaulieu-les-Fontaines | 4 121                | 78,11               |                   |

### Canton de Carlepont
| Communes            | Population (en 1793) | Superficie (en km2) | Canton en 1801 |
| ------------------- | -------------------- | ------------------- | -------------- |
| Bailly              | 387                  | 4,26                | Ribécourt      |
| Caisnes             | 575                  | 6,19                | Ribécourt      |
| Carlepont           | 1 116                | 19,54               | Ribécourt      |
| Cuts,               | 1 159                | 10,78               | Ribécourt      |
| Pont-l'Évêque       | 376                  | 1,13                | Noyon          |
| Pontoise-lès-Noyon, | 527                  | 6,58                | Noyon          |
| Sempigny            | 391                  | 4,40                | Noyon          |
| Tracy-le-Val,       | 315                  | 4,69                | Ribécourt      |
| Canton de Carlepont | 4 846                | 57,57               |                |

### Canton de Guiscard
| Communes                | Population (en 1793) | Superficie (en km2) | Canton en 1801    |
| ----------------------- | -------------------- | ------------------- | ----------------- |
| Beaugies-sous-Bois,     | 164                  | 3,91                | Frétoy-le-Château |
| Berlancourt             | 242                  | 7,12                | Frétoy-le-Château |
| Crisolles,              | 376                  | 10,54               | Frétoy-le-Château |
| Flavy-le-Meldeux        | 352                  | 3,15                | Frétoy-le-Château |
| Fréniches               | 206                  | 5,96                | Frétoy-le-Château |
| Golancourt              | 416                  | 4,13                | Frétoy-le-Château |
| Guiscard                | 1 159                | 20,49               | Frétoy-le-Château |
| Maucourt                | 155                  | 3,12                | Frétoy-le-Château |
| Muirancourt             | 348                  | 5,68                | Frétoy-le-Château |
| Le Plessis-Patte-d'Oie, | 183                  | 2,82                | Frétoy-le-Château |
| Quesmy                  | 173                  | 4,83                | Frétoy-le-Château |
| Villeselve              | 455                  | 6,89                | Frétoy-le-Château |
| Canton de Guiscard      | 4 229                | 78,64               |                   |

### Canton de Lassigny
| Communes           | Population (en 1793) | Superficie (en km2) | Canton en 1801    |
| ------------------ | -------------------- | ------------------- | ----------------- |
| Amy                | 379                  | 12,58               | Frétoy-le-Château |
| Avricourt          | 228                  | 7,01                | Frétoy-le-Château |
| Candor             | 499                  | 8,95                | Frétoy-le-Château |
| Cannectancourt     | 412                  | 7,57                | Lassigny          |
| Canny-sur-Matz,    | 268                  | 6,89                | Lassigny          |
| Crapeaumesnil,     | 206                  | 4,82                | Lassigny          |
| Cuy                | 309                  | 4,33                | Lassigny          |
| Dives,             | 399                  | 8,29                | Lassigny          |
| Évricourt          | 213                  | 3,00                | Lassigny          |
| Fresnières,        | 192                  | 2,97                | Lassigny          |
| Lagny              | 693                  | 10,77               | Lassigny          |
| Lassigny           | 731                  | 16,65               | Lassigny          |
| Plessis-de-Roye    | 319                  | 6,20                | Lassigny          |
| Thiescourt         | 1 059                | 13,03               | Lassigny          |
| Canton de Lassigny | 5 907                | 113,06              |                   |

### Canton de Noyon
| Communes        | Population (en 1793) | Superficie (en km2) | Canton en 1801 |
| --------------- | -------------------- | ------------------- | -------------- |
| Noyon           | 6 033                | 18,00               | Noyon          |
| Canton de Noyon | 6 033                | 18,00               |                |

### Canton de Ressons-sur-Matz
| Communes                     | Population (en 1793) | Superficie (en km2) | Canton en 1801   |
| ---------------------------- | -------------------- | ------------------- | ---------------- |
| Biermont                     | 195                  | 3,92                | Lassigny         |
| Boulogne-la-Grasse,          | 790                  | 9,41                | Lassigny         |
| Chevincourt                  | 569                  | 8,16                | Ribécourt        |
| Conchy-les-Pots,             | 906                  | 9,67                | Lassigny         |
| Élincourt-Sainte-Marguerite, | 769                  | 10,98               | Ressons-sur-Matz |
| Gury                         | 230                  | 5,01                | Lassigny         |
| Hainvillers                  | 145                  | 2,96                | Lassigny         |
| Laberlière,                  | 204                  | 3,49                | Lassigny         |
| Marest-sur-Matz,             | 260                  | 3,25                | Ribécourt        |
| Mareuil-la-Motte,            | 630                  | 9,17                | Ressons-sur-Matz |
| Margny-sur-Matz,             | 398                  | 7,24                | Ressons-sur-Matz |
| Mortemer                     | 282                  | 6,56                | Ressons-sur-Matz |
| La Neuville-sur-Ressons,     | 159                  | 2,68                | Ressons-sur-Matz |
| Orvillers-Sorel,             | 688                  | 8,51                | Lassigny         |
| Ressons-sur-Matz,            | 934                  | 9,23                | Ressons-sur-Matz |
| Ricquebourg,                 | 315                  | 5,09                | Ressons-sur-Matz |
| Roye-sur-Matz,               | 464                  | 10,75               | Lassigny         |
| Vandélicourt                 | 256                  | 4,67                | Ribécourt        |
| Canton de Ressons-sur-Matz   | 8 194                | 120,75              |                  |

### Canton de Ribécourt
| Communes                 | Population (en 1793) | Superficie (en km2) | Canton en 1801 |
| ------------------------ | -------------------- | ------------------- | -------------- |
| Cambronne-lès-Ribécourt, | 432                  | 6,93                | Ribécourt      |
| Chiry,                   | 703                  | 13,25               | Ribécourt      |
| Dreslincourt,            | 621                  | —                   | Ribécourt      |
| Larbroye,                | 262                  | 2,20                | Noyon          |
| Machemont,               | 474                  | 6,33                | Ribécourt      |
| Ourscamp,                | 45                   | —                   | Ribécourt      |
| Passel                   | 245                  | 3,65                | Ribécourt      |
| Pimprez,                 | 466                  | 9,49                | Ribécourt      |
| Porquéricourt            | 335                  | 3,75                | Noyon          |
| Ribécourt,               | 452                  | 12,98               | Ribécourt      |
| Suzoy                    | 237                  | 5,17                | Noyon          |
| Vauchelles,              | 272                  | 2,34                | Noyon          |
| Ville                    | 665                  | 6,04                | Ribécourt      |
| Canton de Ribécourt      | 5 209                | 72,13               |                |